# 2020年のNFLドラフト
2020年のNFLドラフトは85回目のNFLドラフト。2020年4月23日から4月25日までの3日間にわたり開催された。NFL32チームから合計255名の選手が指名された。2019年のレギュラーシーズンの成績及びプレーオフの成績に基づき、完全ウェーバー制でシンシナティ・ベンガルズが最初の指名権を得て、ルイジアナ州立大学のジョー・バロウを全体1位で指名した。
当初、ネバダ州ラスベガス都市圏のパラダイスでのライブ開催を予定していたが、新型コロナウイルスの感染拡大の影響により、関連するすべてのイベントが中止となった。代わりに、全チームがビデオ会議で選択を行い、リーグコミッショナーのロジャー・グッデルが自宅からこの会議を中継した。

## 開催地決定の経緯
2018年5月に行われたNFL春季リーグミーティングにおいて、最終候補のデンバー、カンザスシティ、ラスベガス、ナッシュビル、クリーブランド／カントンの中から、2019年のNFLドラフトの開催地となったナッシュビルとともに、ラスベガスが開催地に選ばれた。その後、2020年の開催地は延期されたが、最終候補のデンバーがスケジュールの都合を理由に辞退した後の2018年12月12日、ラスベガスが本来の開催地に選ばれた。ラスベガス・レイダーズが同市に本拠地を移したのと同時期であった。 開催計画では、ホテル「シーザーズ・パレス」の近くにメインステージを設置し、隣接する「ベラージオ」の前の浮き台に到着者用のレッドカーペットステージを設置し、選手はボートでステージに送迎するというものであった。しかし、新型コロナウイルスの感染拡大の影響で、NFLは3月16日、ドラフト会議に関連するすべての公的祝祭を中止することを発表した。
代わりにドラフト会議は、全チームの施設が閉鎖されていたため、チームのコーチやGMがMicrosoft Teamsを使ってオンラインで行われた。 NFLコミッショナーのロジャー・グッデルは、ニューヨーク州ブロンクスビルの自宅から第1～3ラウンドの指名を発表した。 グッデルはこの会議の中で、2022年のNFLドラフトをラスベガスで開催することを発表した。

## 指名選手
指名された255人のポジションごとの人数は次のとおりである。
- 38 ラインバッカー
- 35 ワイドレシーバー
- 27 コーナーバック
- 20 ディフェンシブタックル
- 20 オフェンシブタックル
- 20 セイフティ
- 18 オフェンシブガード
- 18 ランニングバック
- 18 ディフェンシブエンド
- 13 クォーターバック
- 12 タイトエンド
- 9 センター
- 3 プレースキッカー
- 2 パンター
- 1 ロングスナッパー
- 1 セイフティ/ラインバッカー

指名順位の数字の後の*は、FAで失った選手に対して自動的に計算し与えられる32の補償ドラフトを示す。

### 1巡指名選手
| 指名順位 | チーム                         | 選手名                         | ポジション | 出身大学             |
| 1        | シンシナティ・ベンガルズ       | ジョー・バロウ                 | QB         | LSU                  |
| 2        | ワシントン・フットボールチーム | チェイス・ヤング               | DE         | オハイオ州立大学     |
| 3        | デトロイト・ライオンズ         | ジェフ・オクーダ               | CB         | オハイオ州立大学     |
| 4        | ニューヨーク・ジャイアンツ     | アンドリュー・トーマス         | OT         | ジョージア大学       |
| 5        | マイアミ・ドルフィンズ         | トゥア・タゴヴァイロア         | QB         | アラバマ大学         |
| 6        | ロサンゼルス・チャージャーズ   | ジャスティン・ハーバート       | QB         | オレゴン大学         |
| 7        | カロライナ・パンサーズ         | デリック・ブラウン             | DT         | オーバーン大学       |
| 8        | アリゾナ・カージナルス         | アイザイア・シモンズ           | OLB        | クレムソン大学       |
| 9        | ジャクソンビル・ジャガーズ     | C・J・ヘンダーソン             | CB         | フロリダ大学         |
| 10       | クリーブランド・ブラウンズ     | ジェドリック・ウィルズ         | G          | アラバマ大学         |
| 11       | ニューヨーク・ジェッツ         | メカイ・ベクトン               | OT         | ルイビル大学         |
| 12       | ラスベガス・レイダース         | ヘンリー・ラッグス             | WR         | アラバマ大学         |
| 13       | タンパベイ・バッカニアーズ     | トリスタン・ワーフス           | OT         | アイオワ大学         |
| 14       | サンフランシスコ・49ers        | ジェイボン・キンロー           | DT         | サウスカロライナ大学 |
| 15       | デンバー・ブロンコス           | ジェリー・ジューディ           | WR         | アラバマ大学         |
| 16       | アトランタ・ファルコンズ       | A・J・テレル                   | CB         | クレムソン大学       |
| 17       | ダラス・カウボーイズ           | シーディー・ラム               | WR         | オクラホマ大学       |
| 18       | マイアミ・ドルフィンズ         | オースティン・ジャクソン       | OT         | USC                  |
| 19       | ラスベガス・レイダース         | デイモン・アーネット           | CB         | オハイオ州立大学     |
| 20       | ジャクソンビル・ジャガーズ     | ケイラボン・チェイソン         | DE         | LSU                  |
| 21       | フィラデルフィア・イーグルス   | ジェイレン・リーゴー           | WR         | TCU                  |
| 22       | ミネソタ・バイキングス         | ジャスティン・ジェファーソン   | WR         | LSU                  |
| 23       | ロサンゼルス・チャージャーズ   | ケネス・マレー                 | LB         | オクラホマ大学       |
| 24       | ニューオーリンズ・セインツ     | シーザー・ルイズ               | C          | ミシガン大学         |
| 25       | サンフランシスコ・49ers        | ブランドン・アイユーク         | WR         | アリゾナ州立大学     |
| 26       | グリーンベイ・パッカーズ       | ジョーダン・ラブ               | QB         | ユタ州立大学         |
| 27       | シアトル・シーホークス         | ジョーディン・ブルックス       | LB         | テキサス工科大学     |
| 28       | ボルチモア・レイブンズ         | パトリック・クイーン           | LB         | LSU                  |
| 29       | テネシー・タイタンズ           | アイザイア・ウィルソン         | OT         | ジョージア大学       |
| 30       | マイアミ・ドルフィンズ         | ノア・イグビノーガニー         | CB         | オーバーン大学       |
| 31       | ミネソタ・バイキングス         | ジェフ・グラッドニー           | CB         | TCU                  |
| 32       | カンザスシティ・チーフス       | クライド・エドワーズ＝ヒレアー | RB         | LSU                  |

### 2巡指名選手
| 指名順位 | チーム                             | 選手名                                 | ポジション | 出身大学               |
| 33       | シンシナティ・ベンガルズ           | ティー・ヒギンス                       | WR         | クレムソン大学         |
| 34       | インディアナポリス・コルツ         | マイケル・ピットマン・ジュニア         | WR         | USC                    |
| 35       | デトロイト・ライオンズ             | ディアンドレ・スウィフト               | RB         | ジョージア大学         |
| 36       | ニューヨーク・ジャイアンツ         | ゼイビア・マッキニー                   | S          | アラバマ大学           |
| 37       | ニューイングランド・ペイトリオッツ | カイル・ダガー                         | S          | レノア・リン大学       |
| 38       | カロライナ・パンサーズ             | イートア・グロス＝マトス               | DE         | ペンシルベニア州立大学 |
| 39       | マイアミ・ドルフィンズ             | ロバート・ハント                       | OG         | ルイジアナ大学         |
| 40       | ヒューストン・テキサンズ           | ロス・ブラックロック                   | NT         | TCU                    |
| 41       | インディアナポリス・コルツ         | ジョナサン・テイラー                   | RB         | ウィスコンシン大学     |
| 42       | ジャクソンビル・ジャガーズ         | ラビスカ・シュナルト                   | WR         | コロラド大学           |
| 43       | シカゴ・ベアーズ                   | コール・ケメット                       | TE         | ノートルダム大学       |
| 44       | クリーブランド・ブラウンズ         | グラント・デルピット                   | S          | LSU                    |
| 45       | タンパベイ・バッカニアーズ         | アントワン・ウィンフィールド・ジュニア | S          | ミネソタ大学           |
| 46       | デンバー・ブロンコス               | K・J・ハムラー                         | WR         | ペンシルベニア州立大学 |
| 47       | アトランタ・ファルコンズ           | マーロン・デビッドソン                 | DE         | オーバーン大学         |
| 48       | シアトル・シーホークス             | ダレル・テイラー                       | DE         | テネシー大学           |
| 49       | ピッツバーグ・スティーラーズ       | チェイス・クレイプール                 | WR         | ノートルダム大学       |
| 50       | シカゴ・ベアーズ                   | ジェイロン・ジョンソン                 | CB         | ユタ大学               |
| 51       | ダラス・カウボーイズ               | トレイボン・ディグス                   | CB         | アラバマ大学           |
| 52       | ロサンゼルス・ラムズ               | キャム・エイカーズ                     | RB         | フロリダ州立大学       |
| 53       | フィラデルフィア・イーグルス       | ジェイレン・ハーツ                     | QB         | オクラホマ大学         |
| 54       | バッファロー・ビルズ               | A・J・エペネサ                         | DE         | アイオワ大学           |
| 55       | ボルチモア・レイブンズ             | J・K・ドビンズ                         | RB         | オハイオ州立大学       |
| 56       | マイアミ・ドルフィンズ             | レイクワン・デービス                   | NT         | アラバマ大学           |
| 57       | ロサンゼルス・ラムズ               | バン・ジェファーソン                   | WR         | フロリダ大学           |
| 58       | ミネソタ・バイキングス             | エズラ・クリーブランド                 | OT         | ボイシ州立大学         |
| 59       | ニューヨーク・ジェッツ             | デンゼル・ミムズ                       | WR         | ベイラー大学           |
| 60       | ニューイングランド・ペイトリオッツ | ジョシュ・ウチェ                       | OLB        | ミシガン大学           |
| 61       | テネシー・タイタンズ               | クリスチャン・フルトン                 | CB         | LSU                    |
| 62       | グリーンベイ・パッカーズ           | A・J・ディロン                         | RB         | ボストンカレッジ       |
| 63       | カンザスシティ・チーフス           | ウィリー・ゲイ                         | ILB        | ミシシッピ州立大学     |
| 64       | カロライナ・パンサーズ             | ジェレミー・チン                       | S          | 南イリノイ大学         |

### 3巡指名選手
| 指名順位 | チーム                             | 選手名                     | ポジション | 出身大学             |
| 65       | シンシナティ・ベンガルズ           | ローガン・ウィルソン       | ILB        | ワイオミング大学     |
| 66       | ワシントン・レッドスキンズ         | アントニオ・ギブソン       | RB         | メンフィス大学       |
| 67       | デトロイト・ライオンズ             | ジュリアン・オクワラ       | OLB        | ノートルダム大学     |
| 68       | ニューヨーク・ジェッツ             | アシュティン・デービス     | S          | カリフォルニア大学   |
| 69       | シアトル・シーホークス             | ダミアン・ルイス           | OG         | LSU                  |
| 70       | マイアミ・ドルフィンズ             | ブランドン・ジョーンズ     | S          | テキサス大学         |
| 71       | ボルチモア・レイブンズ             | ジャスティン・マダビケ     | DT         | テキサスA&M大学      |
| 72       | アリゾナ・カージナルス             | ジョシュ・ジョーンズ       | OT         | ヒューストン大学     |
| 73       | ジャクソンビル・ジャガーズ         | デイボン・ハミルトン       | DT         | オハイオ州立大学     |
| 74       | ニューオーリンズ・セインツ         | ザック・バウン             | OLB        | ウィスコンシン大学   |
| 75       | デトロイト・ライオンズ             | ジョナ・ジャクソン         | OG         | オハイオ州立大学     |
| 76       | タンパベイ・バッカニアーズ         | キーショーン・ヴォーン     | RB         | ヴァンダービルト大学 |
| 77       | デンバー・ブロンコス               | マイケル・オジェムディア   | CB         | アイオワ大学         |
| 78       | アトランタ・ファルコンズ           | マット・ヘネシー           | C          | テンプル大学         |
| 79       | ニューヨーク・ジェッツ             | ジャバリ・ズニガ           | DE         | フロリダ大学         |
| 80       | ラスベガス・レイダース             | リン・ボウデン             | RB         | ケンタッキー大学     |
| 81       | ラスベガス・レイダース             | ブライアン・エドワーズ     | WR         | サウスカロライナ大学 |
| 82       | ダラス・カウボーイズ               | ネビル・ガリモア           | DT         | オクラホマ大学       |
| 83       | デンバー・ブロンコス               | ロイド・カッシェンベリー   | C          | LSU                  |
| 84       | ロサンゼルス・ラムズ               | テレル・ルイス             | OLB        | アラバマ大学         |
| 85       | インディアナポリス・コルツ         | ジュリアン・ブラックモン   | S          | ユタ大学             |
| 86       | バッファロー・ビルズ               | ザック・モス               | RB         | ユタ大学             |
| 87       | ニューイングランド・ペイトリオッツ | アンファニー・ジェニングス | OLB        | アラバマ大学         |
| 88       | クリーブランド・ブラウンズ         | ジョーダン・エリオット     | DT         | ミズーリ大学         |
| 89       | ミネソタ・バイキングス             | キャメロン・ダンツラー     | CB         | ミシシッピ州立大学   |
| 90       | ヒューストン・テキサンズ           | ジョナサン・グリーナード   | OLB        | フロリダ大学         |
| 91       | ニューイングランド・ペイトリオッツ | デビン・アシアシ           | TE         | UCLA                 |
| 92       | ボルチモア・レイブンズ             | デビン・デュバーネイ       | WR         | テキサス大学         |
| 93       | テネシー・タイタンズ               | ダリントン・エバンズ       | RB         | アパラチアン州立大学 |
| 94       | グリーンベイ・パッカーズ           | ジョザイア・デグアラ       | TE         | シンシナティ大学     |
| 95       | デンバー・ブロンコス               | マクテルビン・アギーム     | DT         | アーカンソー大学     |
| 96       | カンザスシティ・チーフス           | ルーカス・ニアング         | OT         | TCU                  |
| 97*      | クリーブランド・ブラウンズ         | ジェイコブ・フィリップス   | ILB        | LSU                  |
| 98*      | ボルチモア・レイブンズ             | マリック・ハリソン         | ILB        | オハイオ州立大学     |
| 99*      | ニューヨーク・ジャイアンツ         | マット・パート             | OT         | コネチカット大学     |
| 100*     | ラスベガス・レイダース             | タナー・ミューズ           | ILB        | クレムソン大学       |
| 101*     | ニューイングランド・ペイトリオッツ | ダルトン・キーン           | TE         | バージニア工科大学   |
| 102*     | ピッツバーグ・スティーラーズ       | アレックス・ハイスミス     | OLB        | シャーロット大学     |
| 103*     | フィラデルフィア・イーグルス       | デビオン・テイラー         | OLB        | コロラド大学         |
| 104*     | ロサンゼルス・ラムズ               | テレル・バージェス         | S          | ユタ大学             |
| 105*     | ニューオーリンズ・セインツ         | アダム・トラウトマン       | TE         | デイトン大学         |
| 106*     | ボルチモア・レイブンズ             | タイレ・フィリップス       | OG         | ミシシッピ州立大学   |

### 4巡指名選手
| 指名順位 | チーム                       | 選手名                                 | ポジション | 出身大学                     |
| 107      | シンシナティ・ベンガルズ     | アキーム・デービス＝ゲイザー           | OLB        | アパラチアン州立大学         |
| 108      | ワシントン・レッドスキンズ   | シャーディク・チャールズ               | OT         | LSU                          |
| 109      | ラスベガス・レイダース       | ジョン・シンプソン                     | OG         | クレムソン大学               |
| 110      | ニューヨーク・ジャイアンツ   | ダーネイ・ホームズ                     | CB         | UCLA                         |
| 111      | マイアミ・ドルフィンズ       | ソロモン・キンドリー                   | OG         | ジョージア大学               |
| 112      | ロサンゼルス・チャージャーズ | ジョシュア・ケリー                     | RB         | UCLA                         |
| 113      | カロライナ・パンサーズ       | トロイ・プライド                       | CB         | ノートルダム大学             |
| 114      | アリゾナ・カージナルス       | レキ・フォトゥ                         | DT         | ユタ大学                     |
| 115      | クリーブランド・ブラウンズ   | ハリソン・ブライアント                 | TE         | フロリダアトランティック大学 |
| 116      | ジャクソンビル・ジャガーズ   | ベン・バーチ                           | OT         | セントジョンズ大学           |
| 117      | ミネソタ・バイキングス       | D・J・ウォヌム                         | DE         | サウスカロライナ大学         |
| 118      | デンバー・ブロンコス         | アルバート・オクウェンブナム           | TE         | ミズーリ大学                 |
| 119      | アトランタ・ファルコンズ     | マイカル・ウォーカー                   | ILB        | フレズノ州立大学             |
| 120      | ニューヨーク・ジェッツ       | ラミカル・ペリン                       | RB         | フロリダ大学                 |
| 121      | デトロイト・ライオンズ       | ローガン・ステンバーグ                 | OG         | ケンタッキー大学             |
| 122      | インディアナポリス・コルツ   | ジェイコブ・イーソン                   | QB         | ワシントン大学               |
| 123      | ダラス・カウボーイズ         | レジー・ロビンソン                     | CB         | タルサ大学                   |
| 124      | ピッツバーグ・スティーラーズ | アンソニー・マクファーランド・ジュニア | RB         | メリーランド大学             |
| 125      | ニューヨーク・ジェッツ       | ジェームズ・モーガン                   | QB         | フロリダ国際大学             |
| 126      | ヒューストン・テキサンズ     | チャーリー・ヘック                     | OT         | ノースカロライナ大学         |
| 127      | フィラデルフィア・イーグルス | ケイボン・ウォレス                     | S          | クレムソン大学               |
| 128      | バッファロー・ビルズ         | ガブリエル・デイビス                   | WR         | セントラルフロリダ大学       |
| 129      | ニューヨーク・ジェッツ       | キャメロン・クラーク                   | OT         | シャーロット大学             |
| 130      | ミネソタ・バイキングス       | ジェームズ・リンチ                     | DT         | ベイラー大学                 |
| 131      | アリゾナ・カージナルス       | ラシャード・ローレンス                 | DT         | LSU                          |
| 132      | ミネソタ・バイキングス       | トロイ・ダイ                           | ILB        | オレゴン大学                 |
| 133      | シアトル・シーホークス       | コルビー・パーキンソン                 | TE         | スタンフォード大学           |
| 134      | アトランタ・ファルコンズ     | ジェイリン・ホーキンス                 | S          | カリフォルニア大学           |
| 135      | ピッツバーグ・スティーラーズ | ケビン・ドットソン                     | OG         | ルイジアナ大学               |
| 136      | ロサンゼルス・ラムズ         | ブライセン・ホプキンス                 | TE         | パデュー大学                 |
| 137      | ジャクソンビル・ジャガーズ   | ジョサイア・スコット                   | CB         | ミシガン州立大学             |
| 138      | カンザスシティ・チーフス     | ラジャリアス・スニード                 | S          | ルイジアナ工科大学           |
| 139*     | ラスベガス・レイダース       | アミク・ロバートソン                   | CB         | ルイジアナ工科大学           |
| 140*     | ジャクソンビル・ジャガーズ   | シャキール・クオーターマン             | ILB        | マイアミ大学                 |
| 141*     | ヒューストン・テキサンズ     | ジョン・リード                         | CB         | ペンシルベニア州立大学       |
| 142*     | ワシントン・レッドスキンズ   | アントニオ・ギャンディ＝ゴールデン     | WR         | リバティ大学                 |
| 143*     | ボルチモア・レイブンズ       | ベン・ブレデソン                       | OG         | ミシガン大学                 |
| 144*     | シアトル・シーホークス       | ディージェイ・ダラス                   | RB         | マイアミ大学                 |
| 145*     | フィラデルフィア・イーグルス | ジャック・ドリスコル                   | OG         | オーバーン大学               |
| 146*     | ダラス・カウボーイズ         | タイラー・バイダス                     | C          | ウィスコンシン大学           |

### 5巡指名選手
| 指名順位 | チーム                             | 選手名                                                    | ポジション                                                | 出身大学                                                  |
| 147      | シンシナティ・ベンガルズ           | カリッド・カリーム                                        | DE                                                        | ノートルダム大学                                          |
| 148      | シアトル・シーホークス             | アルトン・ロビンソン                                      | DE                                                        | シラキュース大学                                          |
| 149      | インディアナポリス・コルツ         | ダニー・ピンター                                          | OG                                                        | ボール州立大学                                            |
| 150      | ニューヨーク・ジャイアンツ         | シェーン・レミュー                                        | OG                                                        | オレゴン大学                                              |
| 151      | ロサンゼルス・チャージャーズ       | ジョー・リード                                            | WR                                                        | バージニア大学                                            |
| 152      | カロライナ・パンサーズ             | ケニー・ロビンソン                                        | S                                                         | ウェストバージニア大学                                    |
| 153      | サンフランシスコ・49ers            | コルトン・マクキビッツ                                    | OT                                                        | ウェストバージニア大学                                    |
|          | アリゾナ・カージナルス             | 2019年の追加ドラフト5巡指名権を用いたため指名権を失った。 | 2019年の追加ドラフト5巡指名権を用いたため指名権を失った。 | 2019年の追加ドラフト5巡指名権を用いたため指名権を失った。 |
| 154      | マイアミ・ドルフィンズ             | ジェイソン・ストローブリッジ                              | DE                                                        | ノースカロライナ大学                                      |
| 155      | シカゴ・ベアーズ                   | トレビス・ギプソン                                        | OLB                                                       | タルサ大学                                                |
| 156      | ワシントン・レッドスキンズ         | キース・イスマエル                                        | C                                                         | サンディエゴ州立大学                                      |
| 157      | ジャクソンビル・ジャガーズ         | ダニエル・トーマス                                        | S                                                         | オーバーン大学                                            |
| 158      | ニューヨーク・ジェッツ             | ブライス・ホール                                          | CB                                                        | バージニア大学                                            |
| 159      | ニューイングランド・ペイトリオッツ | ジャスティン・ロウワッサー                                | K                                                         | マーシャル大学                                            |
| 160      | クリーブランド・ブラウンズ         | ニック・ハリス                                            | C                                                         | ワシントン大学                                            |
| 161      | タンパベイ・バッカニアーズ         | タイラー・ジョンソン                                      | WR                                                        | ミネソタ大学                                              |
| 162      | ワシントン・レッドスキンズ         | カリーク・ハドソン                                        | OLB                                                       | ミシガン大学                                              |
| 163      | シカゴ・ベアーズ                   | キンドル・ビルドア                                        | CB                                                        | ジョージアサザン大学                                      |
| 164      | マイアミ・ドルフィンズ             | カーティス・ウィーバー                                    | DE                                                        | ボイシ州立大学                                            |
| 165      | ジャクソンビル・ジャガーズ         | コリン・ジョンソン                                        | WR                                                        | テキサス大学                                              |
| 166      | デトロイト・ライオンズ             | クインテズ・シーフス                                      | WR                                                        | ウィスコンシン大学                                        |
| 167      | バッファロー・ビルズ               | ジェイク・フロム                                          | QB                                                        | ジョージア大学                                            |
| 168      | フィラデルフィア・イーグルス       | ジョン・ハイタワー                                        | WR                                                        | ボイシ州立大学                                            |
| 169      | ミネソタ・バイキングス             | ハリソン・ハンド                                          | CB                                                        | テンプル大学                                              |
| 170      | ボルチモア・レイブンズ             | ブロデリック・ワシントン・ジュニア                        | DT                                                        | テキサス工科大学                                          |
| 171      | ヒューストン・テキサンズ           | アイザイア・コールター                                    | WR                                                        | ロードアイランド大学                                      |
| 172      | デトロイト・ライオンズ             | ジェイソン・ハントリー                                    | RB                                                        | ニューメキシコ州立大学                                    |
| 173      | シカゴ・ベアーズ                   | ダーネル・ムーニー                                        | WR                                                        | テュレーン大学                                            |
| 174      | テネシー・タイタンズ               | ラレル・マーチソン                                        | DT                                                        | ノースカロライナ州立大学                                  |
| 175      | グリーンベイ・パッカーズ           | カマル・マーティン                                        | ILB                                                       | ミネソタ大学                                              |
| 176      | ミネソタ・バイキングス             | K・J・オズボーン                                          | WR                                                        | マイアミ大学                                              |
| 177      | カンザスシティ・チーフス           | マイク・ダンナ                                            | DE                                                        | ミシガン大学                                              |
| 178*     | デンバー・ブロンコス               | ジャスティン・ストナード                                  | ILB                                                       | ウェイクフォレスト大学                                    |
| 179*     | ダラス・カウボーイズ               | ブラッドリー・アナエ                                      | DE                                                        | ユタ大学                                                  |

### 6巡指名選手
| 指名順位 | チーム                             | 選手名                           | ポジション | 出身大学               |
| 180      | シンシナティ・ベンガルズ           | ハキーム・アデニジー             | OT         | カンザス大学           |
| 181      | デンバー・ブロンコス               | ネターニ・ムティ                 | OG         | フレズノ州立大学       |
| 182      | ニューイングランド・ペイトリオッツ | マイケル・オンウェヌ             | OG         | ミシガン大学           |
| 183      | ニューヨーク・ジャイアンツ         | キャム・ブラウン                 | ILB        | ペンシルベニア州立大学 |
| 184      | カロライナ・パンサーズ             | ブラビオン・ロイ                 | DT         | ベイラー大学           |
| 185      | マイアミ・ドルフィンズ             | ブレイク・ファーガソン           | LS         | LSU                    |
| 186      | ロサンゼルス・チャージャーズ       | アロヒ・ギルマン                 | S          | ノートルダム大学       |
| 187      | クリーブランド・ブラウンズ         | ドノバン・ピープルズ＝ジョーンズ | WR         | ミシガン大学           |
| 188      | バッファロー・ビルズ               | タイラー・バス                   | K          | ジョージアサザン大学   |
| 189      | ジャクソンビル・ジャガーズ         | ジェイク・ルートン               | QB         | オレゴン州立大学       |
| 190      | サンフランシスコ・49ers            | チャーリー・ウォーナー           | TE         | ジョージア大学         |
| 191      | ニューヨーク・ジェッツ             | ブラデン・マン                   | P          | テキサスA&M大学        |
| 192      | グリーンベイ・パッカーズ           | ジョン・ランヤン                 | OG         | ミシガン大学           |
| 193      | インディアナポリス・コルツ         | ロバート・ウィンザー             | DT         | ペンシルベニア州立大学 |
| 194      | タンパベイ・バッカニアーズ         | カリル・デービス                 | DT         | ネブラスカ大学         |
| 195      | ニューイングランド・ペイトリオッツ | ジャスティン・ヘロン             | OT         | ウェイクフォレスト大学 |
| 196      | フィラデルフィア・イーグルス       | ショーン・ブラッドリー           | ILB        | テンプル大学           |
| 197      | デトロイト・ライオンズ             | ジョン・ペニシニ                 | DT         | ユタ大学               |
| 198      | ピッツバーグ・スティーラーズ       | アントワン・ブルックス           | S          | メリーランド大学       |
| 199      | ロサンゼルス・ラムズ               | ジョーダン・フラー               | S          | オハイオ州立大学       |
| 200      | フィラデルフィア・イーグルス       | ケス・ワトキンス                 | WR         | 南ミシシッピ大学       |
| 201      | ボルチモア・レイブンズ             | ジェームズ・プロシェ             | WR         | SMU                    |
| 202      | アリゾナ・カージナルス             | イバン・ウィーバー               | ILB        | カリフォルニア大学     |
| 203      | ミネソタ・バイキングス             | ブレイク・ブランデル             | OT         | オレゴン州立大学       |
| 204      | ニューイングランド・ペイトリオッツ | キャッシュ・マルイア             | ILB        | ワイオミング大学       |
| 205      | ミネソタ・バイキングス             | ジョシュ・メテラス               | S          | ミシガン大学           |
| 206      | ジャクソンビル・ジャガーズ         | タイラー・デービス               | TE         | ジョージア工科大学     |
| 207      | バッファロー・ビルズ               | アイザイア・ホギンズ             | WR         | オレゴン州立大学       |
| 208      | グリーンベイ・パッカーズ           | ジェイク・ハンソン               | C          | オレゴン大学           |
| 209      | グリーンベイ・パッカーズ           | サイモン・ステパニアク           | OG         | インディアナ大学       |
| 210      | フィラデルフィア・イーグルス       | プリンス・テガ・ワノゴ           | OT         | オーバーン大学         |
| 211      | インディアナポリス・コルツ         | アイザイア・ロジャース           | CB         | マサチューセッツ大学   |
| 212*     | インディアナポリス・コルツ         | デズモン・パットモン             | WR         | ワシントン州立大学     |
| 213*     | インディアナポリス・コルツ         | ジョーダン・グラスゴー           | OLB        | ミシガン大学           |
| 214*     | シアトル・シーホークス             | フレディー・スウェイン           | WR         | フロリダ大学           |

### 7巡指名選手
| 指名順位 | チーム                             | 選手名                           | ポジション | 出身大学                   |
| 215      | シンシナティ・ベンガルズ           | マーカス・ベイリー               | ILB        | パデュー大学               |
| 216      | ワシントン・レッドスキンズ         | キャムレン・カール               | SS         | アーカンソー大学           |
| 217      | サンフランシスコ・49ers            | ジャワン・ジェニングス           | WR         | テネシー大学               |
| 218      | ニューヨーク・ジャイアンツ         | カーター・コフリン               | OLB        | ミネソタ大学               |
| 219      | ボルチモア・レイブンズ             | ジーノ・ストーン                 | SS         | アイオワ大学               |
| 220      | ロサンゼルス・チャージャーズ       | K・J・ヒル                       | WR         | オハイオ州立大学           |
| 221      | カロライナ・パンサーズ             | スタントリー・トーマス＝オリバー | CB         | フロリダ国際大学           |
| 222      | アリゾナ・カージナルス             | イーノー・ベンジャミン           | RB         | アリゾナ州立大学           |
| 223      | ジャクソンビル・ジャガーズ         | クリス・クレイブルックス         | CB         | メンフィス大学             |
| 224      | テネシー・タイタンズ               | コール・マクドナルド             | QB         | ハワイ大学                 |
| 225      | ミネソタ・バイキングス             | ケニー・ウィレキス               | DE         | ミシガン州立大学           |
| 226      | シカゴ・ベアーズ                   | アーリントン・ハムブライト       | OG         | コロラド大学               |
| 227      | シカゴ・ベアーズ                   | ラチェビアス・シモンズ           | OT         | テネシー州立大学           |
| 228      | アトランタ・ファルコンズ           | スターリング・ホフリクター       | P          | シラキュース大学           |
| 229      | ワシントン・レッドスキンズ         | ジェームズ・スミス＝ウィリアムズ | DE         | ノースカロライナ州立大学   |
| 230      | ニューイングランド・ペイトリオッツ | ダスティン・ウッダード           | C          | メンフィス大学             |
| 231      | ダラス・カウボーイズ               | ベン・ディヌッチ                 | QB         | ジェームズ・マディソン大学 |
| 232      | ピッツバーグ・スティーラーズ       | カルロス・デービス               | DT         | ネブラスカ大学             |
| 233      | フィラデルフィア・イーグルス       | ケイシー・トゥーヒル             | OLB        | スタンフォード大学         |
| 234      | ロサンゼルス・ラムズ               | クレイ・ジョンストン             | ILB        | ベイラー大学               |
| 235      | デトロイト・ライオンズ             | ジェイション・コーネル           | DT         | オハイオ州立大学           |
| 236      | グリーンベイ・パッカーズ           | バーノン・スコット               | FS         | TCU                        |
| 237      | カンザスシティ・チーフス           | ボピート・キーズ                 | CB         | テュレーン大学             |
| 238      | ニューヨーク・ジャイアンツ         | T・J・ブランソン                 | OLB        | サウスカロライナ大学       |
| 239      | バッファロー・ビルズ               | デーン・ジャクソン               | CB         | ピッツバーグ大学           |
| 240      | ニューオーリンズ・セインツ         | トミー・スティーブン             | QB         | ミシシッピ州立大学         |
| 241      | タンパベイ・バッカニアーズ         | チャペレ・ラッセル               | OLB        | テンプル大学               |
| 242      | グリーンベイ・パッカーズ           | ジョナサン・ガービン             | DE         | マイアミ大学               |
| 243      | テネシー・タイタンズ               | クリス・ジャクソン               | CB         | マーシャル大学             |
| 244      | ミネソタ・バイキングス             | ネイト・スタンリー               | QB         | アイオワ大学               |
| 245      | タンパベイ・バッカニアーズ         | レイモンド・カライス             | RB         | ルイジアナ大学             |
| 246      | マイアミ・ドルフィンズ             | マルコム・ペリー                 | RB         | 海軍兵学校                 |
| 247*     | ニューヨーク・ジャイアンツ         | クリス・ウィリアムソン           | CB         | ミネソタ大学               |
| 248*     | ロサンゼルス・ラムズ               | サム・スローマン                 | K          | マイアミ大学               |
| 249*     | ミネソタ・バイキングス             | ブライアン・コール2世            | OLB        | ミシシッピ州立大学         |
| 250*     | ロサンゼルス・ラムズ               | トレメイン・アンチュラム         | OG         | クレムソン大学             |
| 251*     | シアトル・シーホークス             | スティーブン・サリバン           | TE         | LSU                        |
| 252*     | デンバー・ブロンコス               | タイリー・クリーブランド         | WR         | フロリダ大学               |
| 253*     | ミネソタ・バイキングス             | カイル・ヒントン                 | C          | ウォッシュバーン大学       |
| 254*     | デンバー・ブロンコス               | デレック・トゥスカ               | ILB        | ノースダコタ州立大学       |
| 255*     | ニューヨーク・ジャイアンツ         | タエ・クラウダー                 | ILB        | ジョージア大学             |

### ドラフト外入団の主な選手
| チーム                                 | 選手名                     | ポジション | 出身大学                     |
| ボルチモア・レイブンズ                 | タイラー・ハントリー       | QB         | ユタ大学                     |
| ボルチモア・レイブンズ                 | タイソン・ウィリアムズ     | RB         | BYU                          |
| バッファロー・ビルズ                   | レジー・ギリアム           | FB         | トレド大学                   |
| カロライナ・パンサーズ                 | ジョセフ・チャールトン     | P          | サウスカロライナ大学         |
| ダラス・カウボーイズ                   | テレンス・スティール       | T          | テキサス工科大学             |
| デンバー・ブロンコス                   | ケンドール・ヒントン       | WR         | ウェイクフォレスト大学       |
| デトロイト・ライオンズ                 | アリン・シポス             | P          | オーバーン大学               |
| グリーンベイ・パッカーズ               | クリス・バーンズ           | LB         | UCLA                         |
| インディアナポリス・コルツ             | ロドリゴ・ブランケンシップ | K          | ジョージア大学               |
| ジャクソンビル・ジャガーズ             | ジェームズ・ロビンソン     | RB         | イリノイ州立大学             |
| カンザスシティ・チーフス               | トミー・タウンゼント       | P          | フロリダ大学                 |
| カンザスシティ・チーフス               | ターショーン・ワートン     | DT         | ミズーリ理工大学             |
| ロサンゼルス・チャージャーズ           | ゲイブ・ネバーズ           | FB         | フロリダ州立大学             |
| ニューイングランド・ペイトリオッツ     | マイルズ・ブライアント     | CB         | ワシントン大学               |
| ニューオーリンズ・セインツ             | マーキーズ・キャラウェイ   | WR         | テネシー大学                 |
| ニューオーリンズ・セインツ             | ブレイク・ギリキン         | P          | ペンシルベニア州立大学       |
| ニューオーリンズ・セインツ             | カルビン・スロックモートン | T          | オレゴン大学                 |
| ニューヨーク・ジェッツ                 | ブライス・ハフ             | LB         | メンフィス大学               |
| ニューヨーク・ジェッツ                 | ジャベリン・ガイドライ     | CB         | ユタ大学                     |
| ピッツバーグ・スティーラーズ           | ジェームズ・ピエール       | CB         | フロリダアトランティック大学 |
| ピッツバーグ・スティーラーズ           | コーリス・ウェイトマン     | P          | 南アラバマ大学               |
| サンフランシスコ・フォーティナイナーズ | サルボン・アーマッド       | RB         | ワシントン大学               |
| サンフランシスコ・フォーティナイナーズ | ヨナス・グリフィス         | LB         | インディアナ州立大学         |
| テネシー・タイタンズ                   | ニック・ウェストブルック   | WR         | インディアナ大学             |
| テネシー・タイタンズ                   | アーロン・ブリュワー       | OG         | テキサス州立大学             |
| テネシー・タイタンズ                   | ティエア・タート           | NT         | フロリダ国際大学             |